# Silaus rochelii
Silaus rochelii är en flockblommig växtart som beskrevs av Lajos von Simonkai. Silaus rochelii ingår i släktet Silaus och familjen flockblommiga växter. Inga underarter finns listade i Catalogue of Life.